# Monopylephorus camachoi
Monopylephorus camachoi är en ringmaskart som beskrevs av Juan Manuel Rodriguez 1999. Monopylephorus camachoi ingår i släktet Monopylephorus och familjen glattmaskar. Inga underarter finns listade i Catalogue of Life.